# پرچم سری‌لانکا
پرچم سری‌لانکا برای اولین بار در ۲۲ مه ۱۹۷۲ به رسمیت شناخته شد. به‌عنوان پرچم غیرنظامی و پرچم استان و نشان غیرنظامی شناخته می‌شود و همچنین دارای تناسب ۱:۲ می‌باشد.